# Begonia jureiensis
Espèce
Begonia jureiensis est une espèce de plantes de la famille des Begoniaceae. L'espèce fait partie de la section Pereira.
En 2018, l'espèce a été assignée à une nouvelle section Pereira, au lieu de la section Gaerdtia.

## Répartition géographique
Cette espèce est originaire du Brésil.